# 水谷盛光
水谷 盛光（みずたに もりみつ、1913年（大正2年） - 1998年（平成10年））は、愛知県小牧市出身の郷土史家。

## 人物
1913年（大正2年）、愛知県西春日井郡北里村に生まれる。北里村立北里小学校卒業後、小牧中学校に進む。このとき、後に郷土史家となる市橋鐸に学ぶ。1930年（昭和5年）、名古屋市役所に採用される。港区・中村区・中区などの区長を歴任した。港区長在任中には、当地の古老からの聞き取りを元にした『港区のおいたち聞き書き』を物している。退職後、郷土史家として本格的に活躍。代表的な成果に青松葉事件の研究があり、これは城山三郎の『冬の派閥』執筆の際に参考資料として用いられたとされる。1998年（平成10年）没。

## 著書
- 『元禄・正徳の「福井町家並帳」と町割 : 「名古屋叢書」による福井町(本町三丁目)ノート』水谷盛光 編・発行 1964年
- 『名古屋の古い町街の面影』志賀の舎 1965年
- 『旧尾張藩北海道開拓小史稿』志賀の会 1965年
- 『名古屋の古い町街の面影』1966年（写真集）[2]
- 『尾張徳川家明治維新内紛秘史考説 : 青松葉事件資料集成』水谷盛光 著・発行 1971年
- 『実説名古屋城青松葉騒動 : 尾張徳川家明治維新内紛秘話』名古屋城振興協会 1972年
- 『史話名古屋城と城下町 : 歴史散歩』名古屋城振興協会 1979年
- 『名古屋の地名』中日新聞本社 1980年
- 『実説名古屋城青松葉事件 : 尾張徳川家お家騒動』名古屋城振興協会 1981年
- 『ええじゃないか : 名古屋330年の歴史秘話』中日新聞本社 1982年
- 『天爵大臣・水谷忠厚の足跡』名古屋市教育委員会 1984年
- 『小牧山と江崎氏 : その所有権異動の経緯』小牧市教育委員会 1991年
- 『名古屋城こぼれ話』名古屋城振興協会編 名古屋城振興協会 1995年